# HMAS Coombar
HMAS Coombar – trałowiec pomocniczy okresu II wojny światowej należący do Royal Australian Navy.

## Historia
Wodowany w 1919 kabotażowiec Coolebar został wcielony do Royal Australian Navy 30 stycznia 1941 i przystosowany do roli trałowca pomocniczego, do służby wszedł 30 kwietnia.  Początkowo okręt został uzbrojony w pojedynczą armatę 12-funtową (76,2 mm) i ciężki karabin maszynowy Vickers, w późniejszym czasie otrzymał jeszcze dwie armaty automatyczne typu Oerlikon 20 mm.
W czasie wojny na jego pokładzie przez krótki okres służył Edward „Teddy” Sheean, który zginął 1 grudnia 1942 na pokładzie HMAS „Armidale”, jego nazwiskiem został później nazwany okręt podwodny HMAS „Sheean”.
Okręt został wycofany do rezerwy 26 października 1945 i zwrócony właścicielowi 19 lipca 1946.